# Grand Uniforme de l'École polytechnique
Vous lisez un « bon article » labellisé en 2020.
Pour un article plus général, voir Traditions de l'École polytechnique.

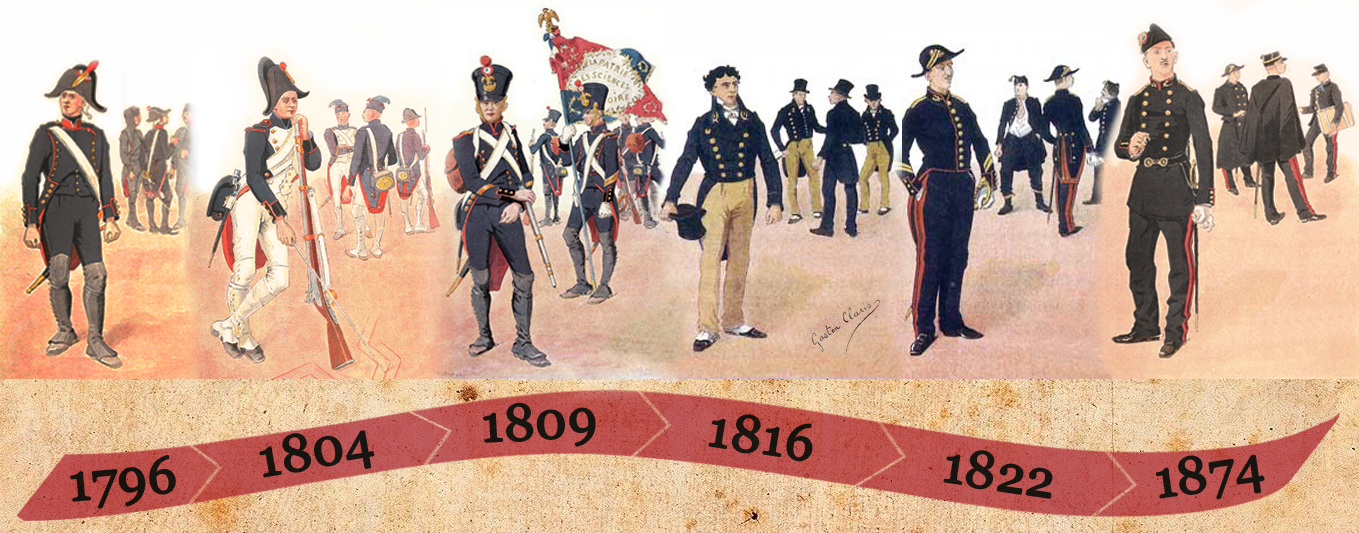
Évolution du Grand Uniforme de l'École polytechnique de 1796 à 1874. Illustrations par Gaston Claris (1895).

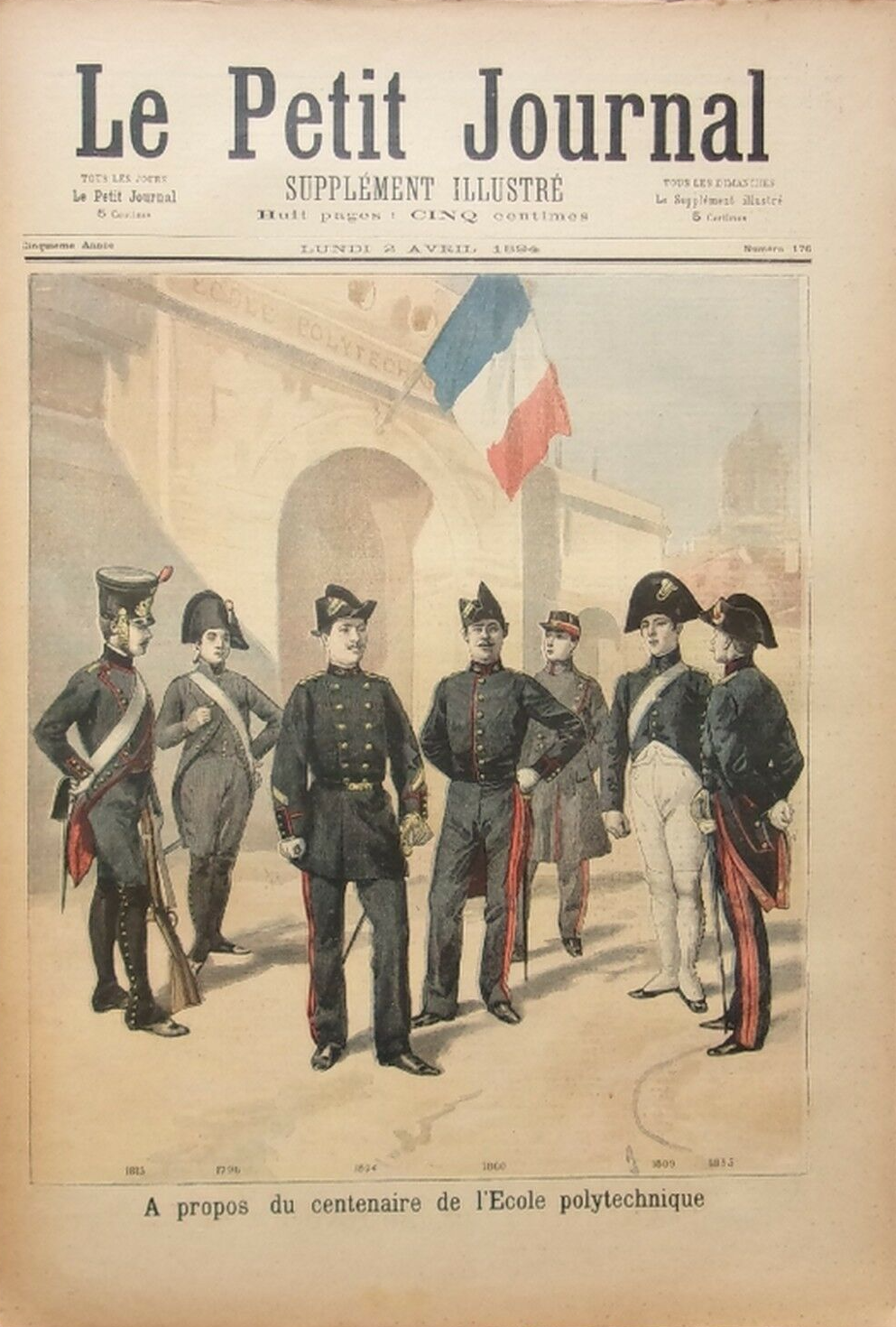
Le Petit Journal, 1894 : représentation des Grands Uniformes depuis la création de l'École.

L'histoire du Grand Uniforme de l’École polytechnique atteste de nombreuses évolutions, calquées sur les changements de régimes politiques, les gouvernements successifs et les guerres qui ont fait l’histoire de France depuis la fin du XVIIIe siècle. De la Convention nationale jusqu’à la Cinquième République, le Grand Uniforme est un reflet de l’évolution de l’organisation de la société.
À l’origine, la dotation des polytechniciens comprenait deux uniformes. L’un, uniforme d’intérieur destiné au quotidien, aussi appelé « BD » pour Battle Dress au XXe siècle. L’autre, uniforme de cérémonie, « grande tenue », a pris au fil des années la dénomination de Grand Uniforme. L'uniforme d'intérieur ne doit pas être confondu avec l'uniforme dit de « petite tenue » ou Petit Uniforme, qui est une tenue de sortie similaire à la grande tenue à l'exception de la coiffe.
Bien que l'uniforme d'intérieur ait disparu au XXe siècle, le Grand Uniforme a perduré. Tous les X perçoivent un Grand Uniforme — ou GU, prononcé [gy] en argot polytechnicien — qu'ils portent pour les cérémonies militaires ainsi que pour certaines manifestations liées à l’École polytechnique, comme le bal de l'X.
Depuis sa création en 1794, le port de l’uniforme est une constante qui lie l’ensemble des promotions qui se sont succédé à l’École polytechnique. Symbole de l’École, il est un signe d’appartenance à une communauté qui revendique un héritage de plus de deux siècles.

## Histoire

### Première République et Premier Empire

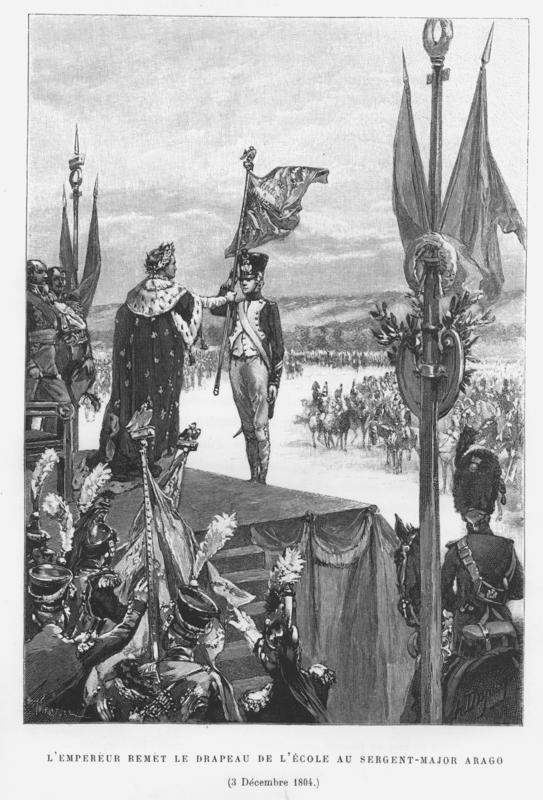
L’empereur remet le drapeau de l’École au sergent-major Arago, le 3 décembre 1804 (gravure de 1887).

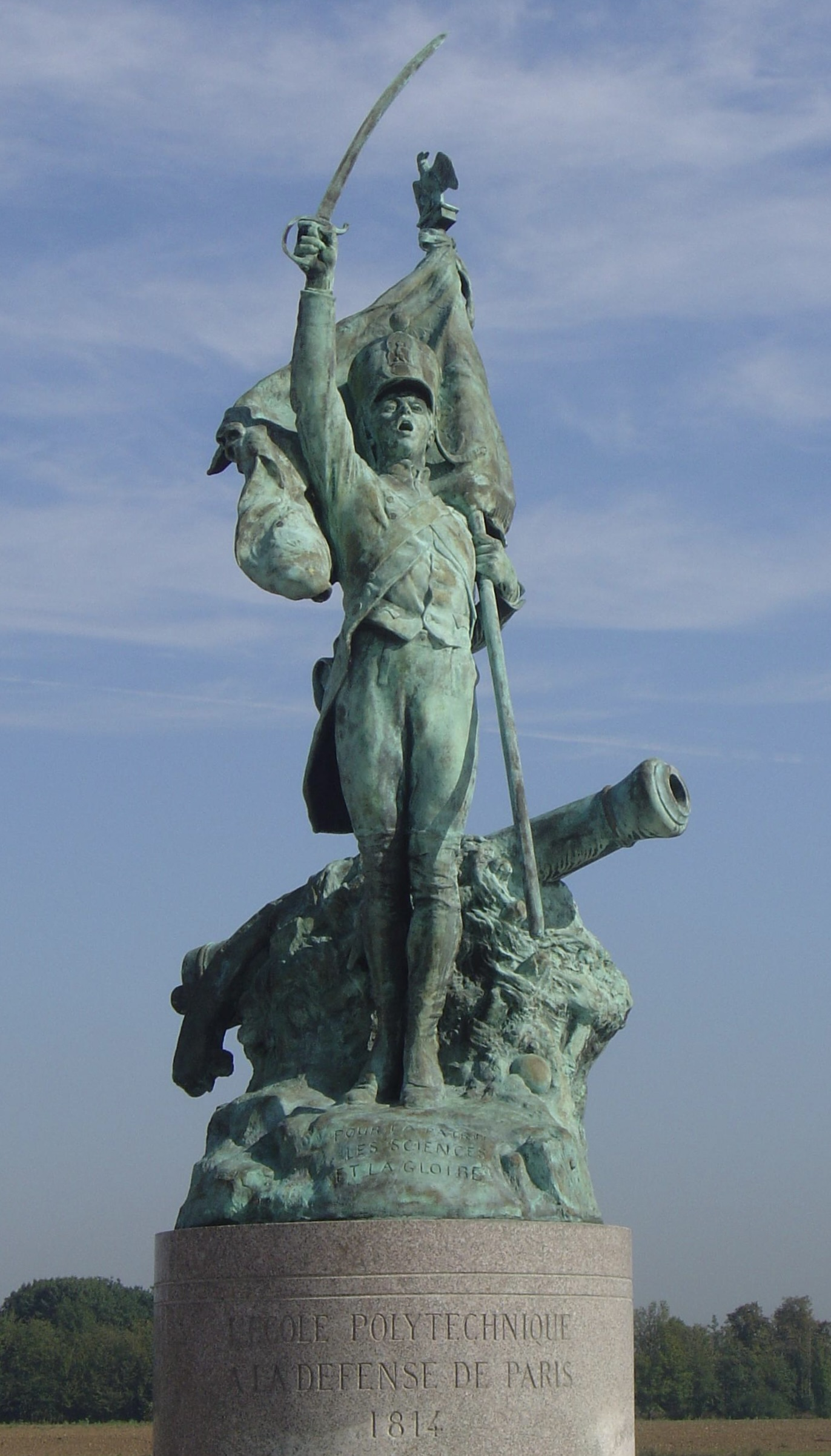
Le Conscrit de 1814, bronze de Corneille Theunissen (1914) : polytechnicien en grand uniforme combattant héroïquement pendant la Défense de Paris.

La Révolution de 1789 engendre la disparition de nombreuses institutions françaises et bouleverse les codes de la société : l’uniforme des armées royales n’y échappe pas. Dans ce contexte, l'École centrale des travaux publics, qui prendra un an plus tard le nom d’École polytechnique est créée le 21 ventôse an II (11 mars 1794) pour donner des cadres de haut niveau à la nation sur un modèle méritocratique et afin de contribuer à l’effort de guerre sur le plan du savoir et des techniques pendant les guerres de la Révolution française.
Le 6 frimaire an III (26 novembre 1794), quelques mois après la création de l’École par la Convention nationale, Jacques-Élie Lamblardie, premier directeur général de l'École, émet l’idée de donner un uniforme aux élèves, malgré leur statut civil. L’objectif était alors de distinguer les polytechniciens des autres citoyens, mais aussi de leur inculquer le respect de l'uniforme. Le 8 pluviôse an IV (28 janvier 1796), l’uniforme de canonnier de la Garde nationale fut attribué aux élèves — chapeau à cocarde tricolore porté en bataille, boutons dorés et sabre —, mais l’application de l’arrêté dans un contexte politique mouvementé fut difficile. L'École centrale des travaux publics prit le nom d'École polytechnique avec la loi du 15 fructidor an III (1er septembre 1795) et c'est donc sur l'uniforme des élèves de la promotion 1796 que les boutons portent pour la première fois l'inscription « École polytechnique, ».
Le coup d’État du 18 fructidor an V (4 septembre 1797) voit trois membres du Directoire appuyés par l’armée renverser le Conseil des Cinq-Cents et le Conseil des Anciens contrôlé par une majorité royaliste. La garde du corps législatif n’oppose pas de résistance, mais les polytechniciens se montrent prêts à intervenir pour défendre le pouvoir législatif si la lutte devenait violente. L’affaire du théâtre des Jeunes-Artistes où des élèves provoquèrent de violentes altercations, convainc le pouvoir en place de trouver une solution pour tempérer le comportement des élèves. En 1798, une décision formelle leur enjoignit de se procurer un uniforme sans délai : on pensait que, devenus identifiables, ils auraient un comportement plus mesuré. Un habit à châle fermé par cinq boutons dorés, coupé à la française, veste et pantalon couleur bleu national, chapeau à trois cornes constitua le nouvel uniforme. D’aspect plus civil que militaire, il aurait été emprunté aux dessins de David.
Le tricorne présentait l’inconvénient de gêner le maniement du fusil : la corne avant empêchait de le tenir à la verticale et obstruait le champ de vision. Logiquement, cette troisième corne disparut progressivement, conduisant au bicorne porté en bataille, coiffure qui fut généralisée à l’ensemble des régiments entre 1786 et 1791. Là où le tricorne était empreint d’une connotation Ancien Régime, le bicorne fut au contraire un marqueur de l’identité républicaine.
Un uniforme de grande et de petite tenue dans le style infanterie,, est attribué aux élèves lorsque Napoléon Ier donne à l’École son statut militaire par le décret du 27 messidor an XII (16 juillet 1804). Cette décision avait un but double : reprendre en main, notamment grâce au casernement, des élèves au comportement chahuteur pouvant devenir une menace face à l’autorité politique d’une part, et anticiper les besoins de l’armée napoléonienne d’autre part.
Sous le Premier Empire, le shako remplaça tricorne et bicorne dans toute l’infanterie napoléonienne : cette coiffure durcie protégeait davantage les combattants. Vers 1809 d'après Gaston Claris (par décision du 27 avril 1810 d'après les archives), ce couvre-chef à visière fut donc donné aux élèves de l’École, qui conservèrent également le bicorne en raison de leur vocation à servir dans les armes savantes — génie, artillerie — qui ne sont pas censées se porter au contact de l’ennemi,,,. Servir dans les armes savantes n'a pas empêché les polytechniciens de s'illustrer en 1814 lors de la défense de Paris face aux forces européennes alliées contre Napoléon Ier. Chateaubriand évoque ce fait d'armes dans ses Mémoires d'outre-tombe :

« Jamais la France militaire ne brilla d'un plus vif éclat au milieu de ses revers ; les derniers héros furent les cent cinquante jeunes gens de l'École polytechnique, transformés en canonniers dans les redoutes du chemin de Vincennes. »

— François-René de Chateaubriand, Mémoires d'outre-tombe (1841).
| Assiette représentant l'uniforme de 1796. |
| Grand Uniforme de 1796.                   |

| Assiette représentant l'uniforme de 1804. |
| Grand Uniforme de 1804.                   |

| Assiette représentant l'uniforme de 1809. |
| Grand Uniforme de 1809.                   |

### De la Restauration au Second Empire
Sous la Restauration, l'École fut sanctionnée pour cause d'insubordination, le principal trublion n'étant autre qu'Auguste Comte. Cela résulta en un licenciement collectif le 13 avril 1816,. Cet événement fut préfiguratif de l’ordonnance de réorganisation du 4 septembre 1816 sous Louis XVIII, qui supprima le régime et l’appareil militaires de l'École. Ainsi, l'uniforme militaire disparut pour être remplacé par une tenue bourgeoise avec haut-de-forme.
En 1822, l'École polytechnique fut agitée à plusieurs reprises par des troubles intérieurs. Les élèves avaient notamment pris l'habitude de soumettre au vote les décisions collectives, ce qui fit désordre dans le contexte monarchique. Un élève fut renvoyé ; par solidarité, tous ses camarades déclarèrent vouloir également se retirer. Le conflit fut finalement résolu par une érosion de la solidarité collective, mais à la suite de cette crise, le régime civil fut mis en cause,. Ainsi, à la suite des ordonnances royales des 17 septembre et 20 octobre 1822 sous Louis XVIII, le général Bordessoulle, alors gouverneur de l’École, donna à nouveau aux élèves un uniforme militaire,, : les polytechniciens portent le frac mais surtout ils portent à nouveau le bicorne,, les sergents portant seuls l’épée.

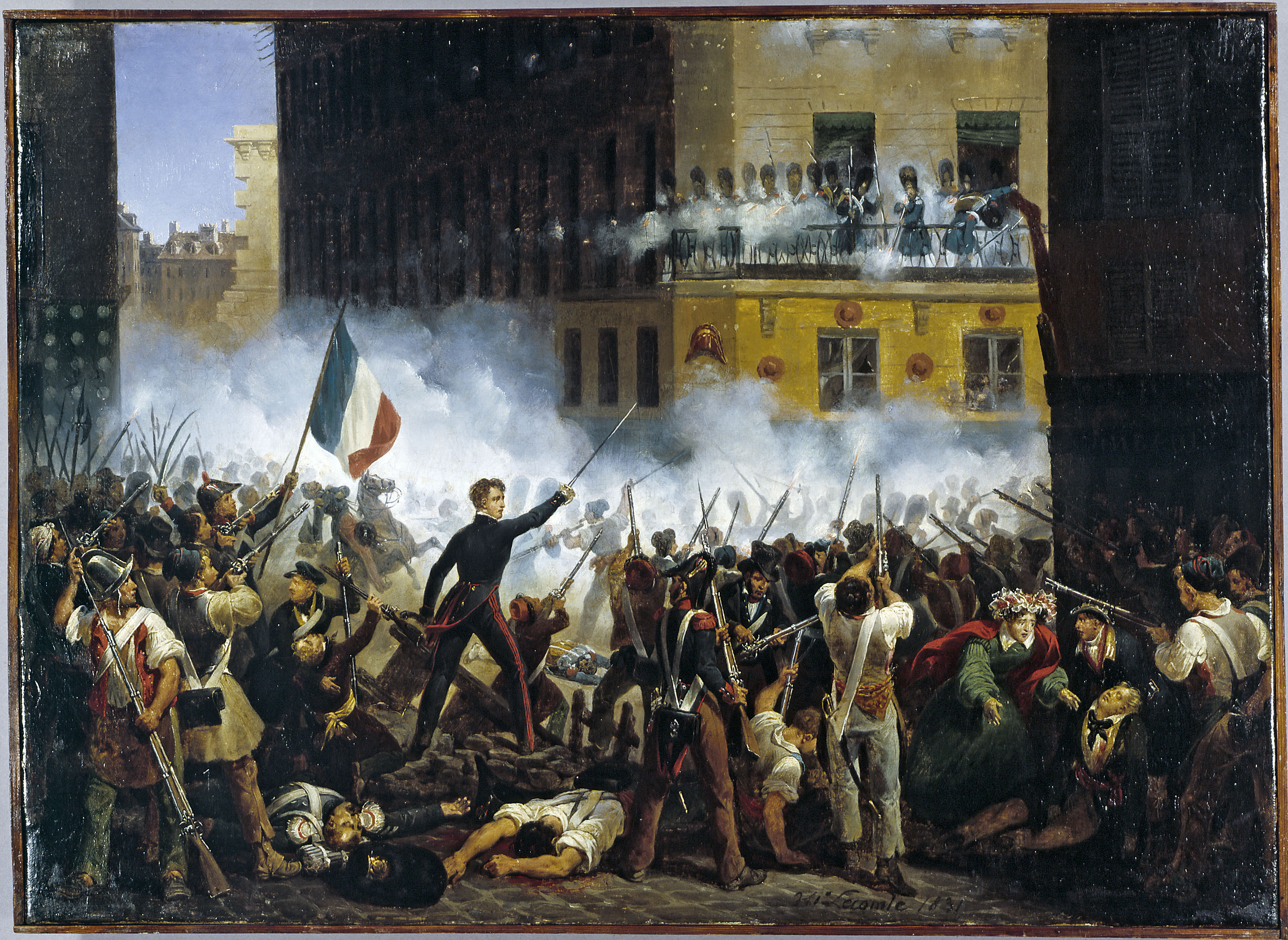
Hippolyte Lecomte, Combat de la rue de Rohan le 29 juillet 1830 (1831).

Le 25 juillet 1830, les ordonnances de Saint-Cloud promulguées par Charles X suspendent notamment la liberté de la presse et provoquent la révolution à Paris. À l'issue des Trois Glorieuses, l’ensemble des élèves obtient le droit de porter l’épée en reconnaissance de leur rôle apporté à la défense des libertés au côté du peuple insurgé sur les barricades. La présence d'un polytechnicien en arrière-plan au milieu du tableau La Liberté guidant le peuple est un témoignage de la reconnaissance de la Nation pour le soutien des polytechniciens aux insurgés de 1830. Ainsi les polytechniciens, qui avaient déjà l’usage du sabre, obtiennent en 1830 l’épée, qu’ils nomment tangente.
Le marquis de la Fayette exprime bien la ferveur populaire qui entoure alors l’École polytechnique :

« Il n'est aucun citoyen qui ne soit pénétré d'admiration, de confiance, je dirai même de respect à la vue de ce glorieux uniforme de l'École polytechnique qui, dans un moment de crise, a fait de chaque individu une puissance pour la conquête de la liberté et le maintien de l'ordre public. »

— Gilbert du Motier de La Fayette, Mémoires, correspondance et manuscrits, 1839.

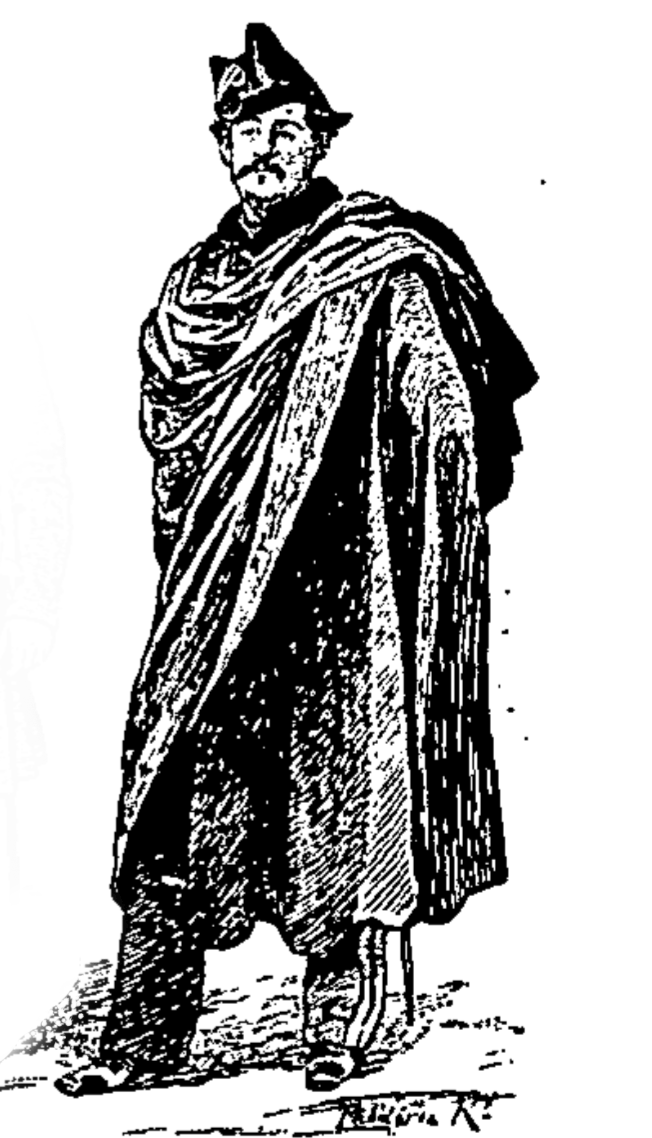
Manteau à la chiroga porté peu après 1824.

Peu après 1824 et pendant un temps, quelques élèves adoptèrent sans l’accord du règlement la cape espagnole nommée manteau à la chiroga qu’ils portaient rejeté sur l’épaule.
Le port du frac comme de la cape ne sont pas étrangers à la mode de l’époque. En particulier cette cape espagnole, aussi appelée manteau à la Quiroga, trouve son origine dans l’expédition d'Espagne de 1823, menée par la France avec pour but de rétablir le roi Ferdinand VII sur le trône et ainsi remplacer la monarchie constitutionnelle du Triennat libéral par une monarchie absolue. Les libéraux, par opposition aux royalistes, nommèrent leur manteau du nom du général Antonio Quiroga qui fut un des chefs de l’insurrection de l’armée espagnole sur l’île de León, et portèrent la cape à sa manière : rejetée sur l’épaule. Le manteau perdit peu à peu sa connotation politique : la mode aidant, libéraux et royalistes portèrent finalement le même manteau mais l’un était en velours cramoisi, l’autre en velours noir. On préfèrera ensuite la redingote, qui viendra compléter l’uniforme de petite tenue en 1840,.
L'uniforme de 1822, particulièrement populaire, fut porté à l’École sous Louis-Philippe et Napoléon III sans être modifié — si ce n'est la disparition des fleurs de lys sous la monarchie de Juillet qui supprime certains symboles monarchiques — et ceci jusqu'à la chute du Second Empire à l'issue de la guerre franco-prussienne de 1870,.
| Assiette représentant l'uniforme de 1816. |
| Grand Uniforme de 1816.                   |

| Assiette représentant l'uniforme de 1830. |
| Grand Uniforme de 1830.                   |

| Assiette représentant l'uniforme de 1840. |
| Petit Uniforme de 1840.                   |

### De la Troisième République à la Cinquième République

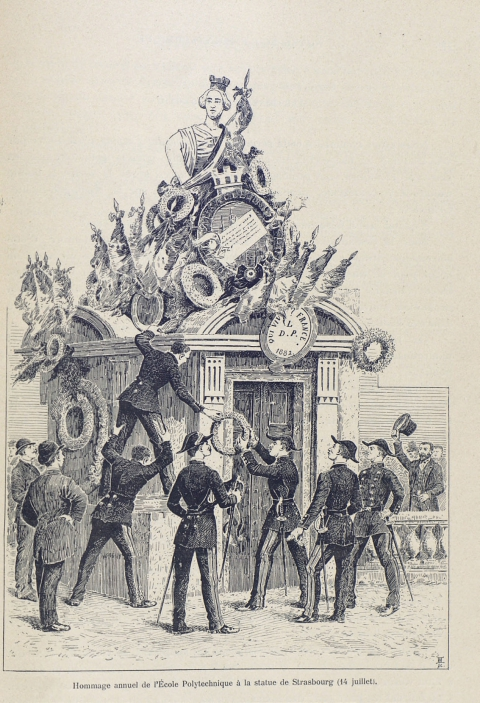
Hommage annuel à la statue de Strasbourg place de la Concorde, le 14 juillet 1881,,.

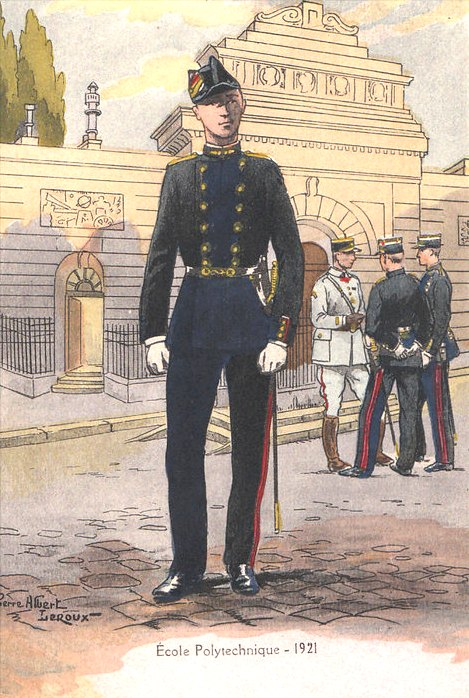
Polytechnicien en Grand Uniforme, 1921.

La défaite française à la guerre de 1870 engendre une large réforme des uniformes dans l’ensemble des corps d'armée. L'École polytechnique n'y échappe pas, et à partir de 1874, le frac est remplacé par une tunique noire à deux rangées de boutons semblable à celle des officiers du génie. En 1889, la tunique est remplacée par une vareuse plus courte, fermant sur la poitrine au moyen de sept gros boutons d’uniforme. On substitue au collet arrondi un collet coupé carrément, auquel s’adapte intérieurement un col blanc.
Le Grand Uniforme ne semble pas avoir subi de modification majeure sous la Troisième République si ce n’est le changement d’attribut au collet qui repasse des deux branches de laurier ou olivier entrelacées, à la grenade, à partir de 1903,.
À partir de 1905, les tensions augmentent entre la France et l’Allemagne autour du partage de l'Afrique et la mise en tutelle du Maroc précolonial ; la crise de Tanger est un exemple de marqueur de rivalité entre les deux puissances. C’est dans ce contexte de rivalité des impérialismes européens que les élèves des écoles militaires sont dotés en 1908 de galons d’élèves-officiers, des alphas blancs ornés d’un liseré rouge : cette mesure n’est pas étrangère à l’envoi massif d’officiers dans les corps de troupe à la sortie de l’École polytechnique. Une version dorée de ces alphas, associée au grade d'aspirant, apparaît en 1919 alors que les élèves reviennent promus de la Première Guerre mondiale,.
Sous l’occupation nazie, l’École perd son statut militaire ; par la même occasion, les insignes de grade sont remplacés par des lauriers sur les uniformes d’élèves devenus civils. À cette exception près, l’uniforme n’est pas modifié. Une lettre du commandant de l'École adressée au ministre de la Guerre témoigne que le port des alphas est réinstauré en 1945 quand l'École retrouve son statut militaire. Après la promotion 1947, les polytechniciens perdent tout insigne de grade sur leur uniforme.
Jusqu'au milieu du XXe siècle, l'uniforme d'intérieur était nommé berry en référence au drap du Berry qui servait à sa confection. Après la Seconde Guerre mondiale, il est remplacé par la Battle Dress (angl. litt. vêtement de combat) provenant des uniformes de l'armée britannique. Cet uniforme d'intérieur, alors nommé couramment « B.D. », devient impopulaire auprès des élèves dans le contexte antimilitariste et antiautoritaire post-mai 68. En témoignent les multiples « grèves de l'uniforme »
— 1972,,, 1975,, 1977,,, — qui sont déclenchées par les élèves pour diverses raisons. La promotion X1985 obtient finalement la suppression de l'uniforme d'intérieur : le Grand Uniforme est désormais le seul uniforme des polytechniciens,.
Le contexte de mai 68 marque également la disparition temporaire ou définitive de nombreuses traditions à l’École, parmi lesquelles la Khômiss et le Code X, recueil des règlements et traditions établis par les élèves. En particulier, il dicte la manière de porter le bicorne depuis 1852 :

« Son chapeau laisse à découvert la partie gauche du front, effleure l'oreille droite et divise le sourcil droit en moyenne et extrême raison. »

— Article 1 du Code X, version de 1890.
L’expression « moyenne et extrême raison » renvoie aux proportions idéales du nombre d'or. La Khômiss n’étant rétablie qu’en 1987, les élèves ne retrouvent cette manière de porter le bicorne qu'à partir de cette date.

#### Constitution du Grand Uniforme des cadres militaires

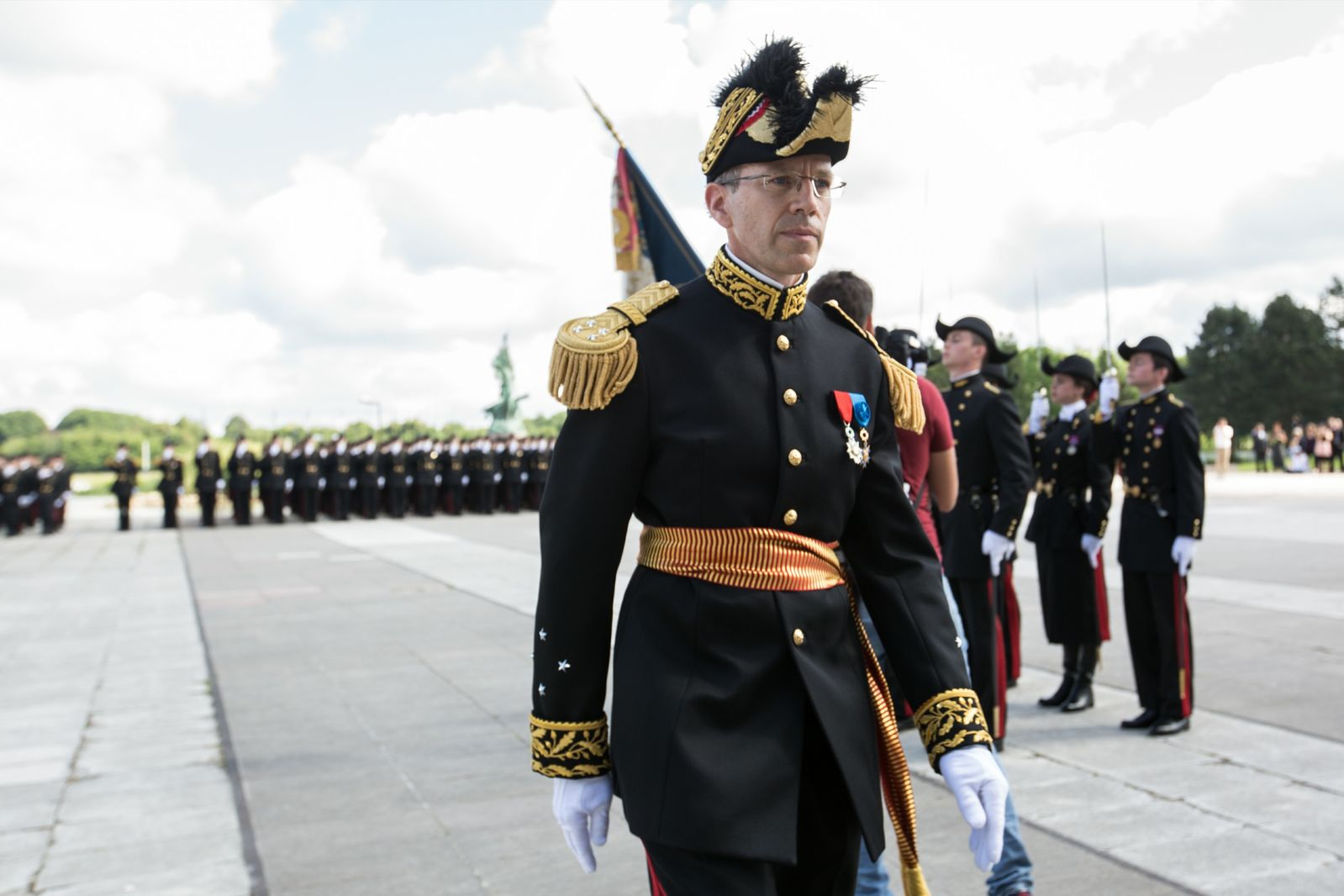
L'ingénieur général François Bouchet en Grand Uniforme (2018).

Dans un souci d’uniformité, la décision de doter tous les officiers de l'encadrement d'un Grand Uniforme et, par conséquent, la création du bicorne des cadres, date de 1979. Il a été porté pour la première fois à l'occasion du défilé du 14 juillet 1980. Jusqu'à cette date, les officiers de l'Armée de terre portaient la tenue dite 31 avec képi et sabre dotée d’une rangée de boutons dorés, en drap noir ; les officiers de la Marine et de l'Armée de l'air portaient la tenue de cérémonie de leur arme. Le Grand Uniforme, et donc le bicorne des cadres sous-officiers, date de 2003.
En 2018, à l’occasion de la cérémonie de départ de la promotion X2015, le directeur général François Bouchet réintroduit le Grand Uniforme de général, sur un modèle similaire à celui des généraux entre 1918 et 1940, preuve d'une volonté de faire vivre les traditions à l'École polytechnique.

#### Grand Uniforme féminin

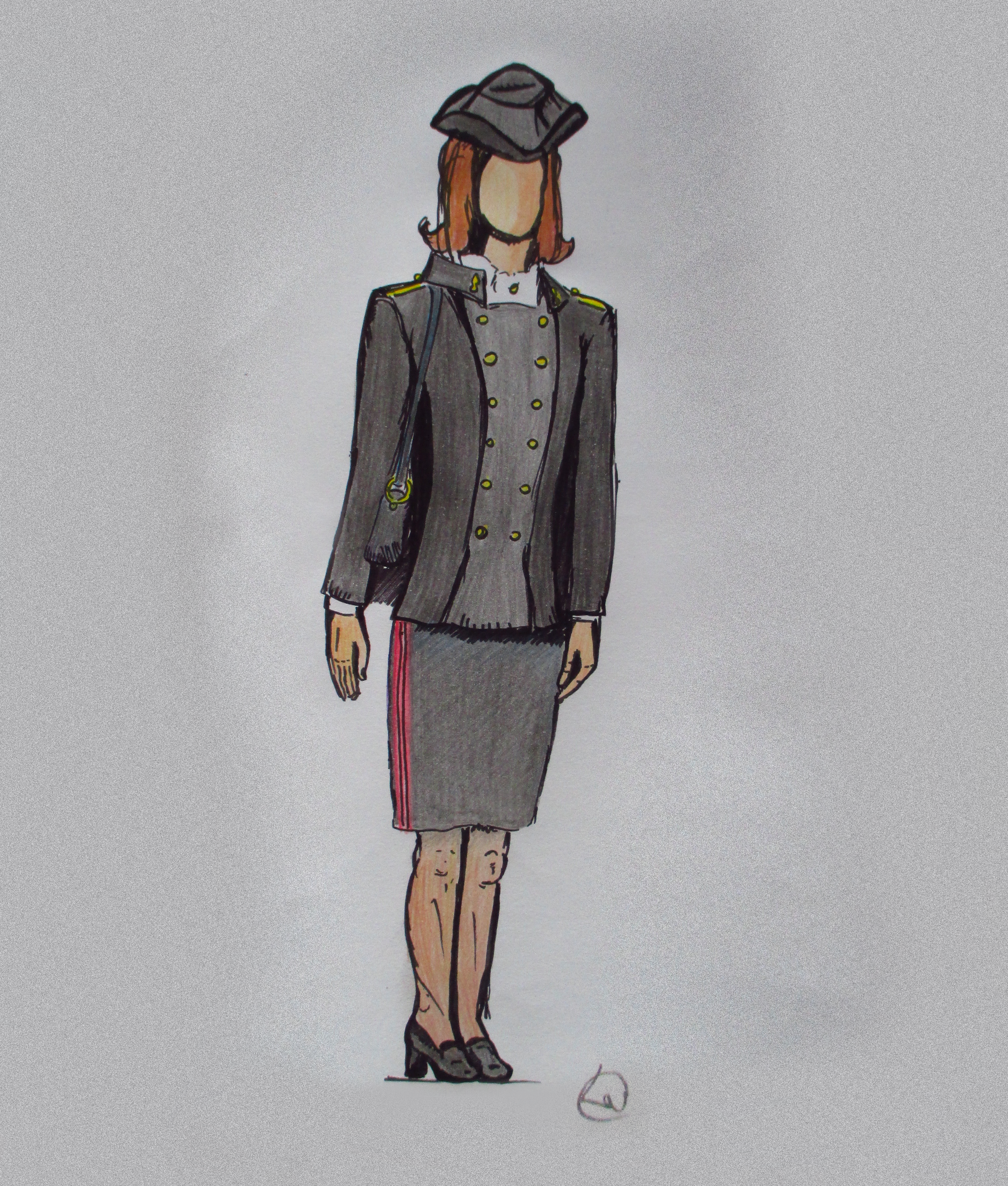
Grand Uniforme féminin, 1972.

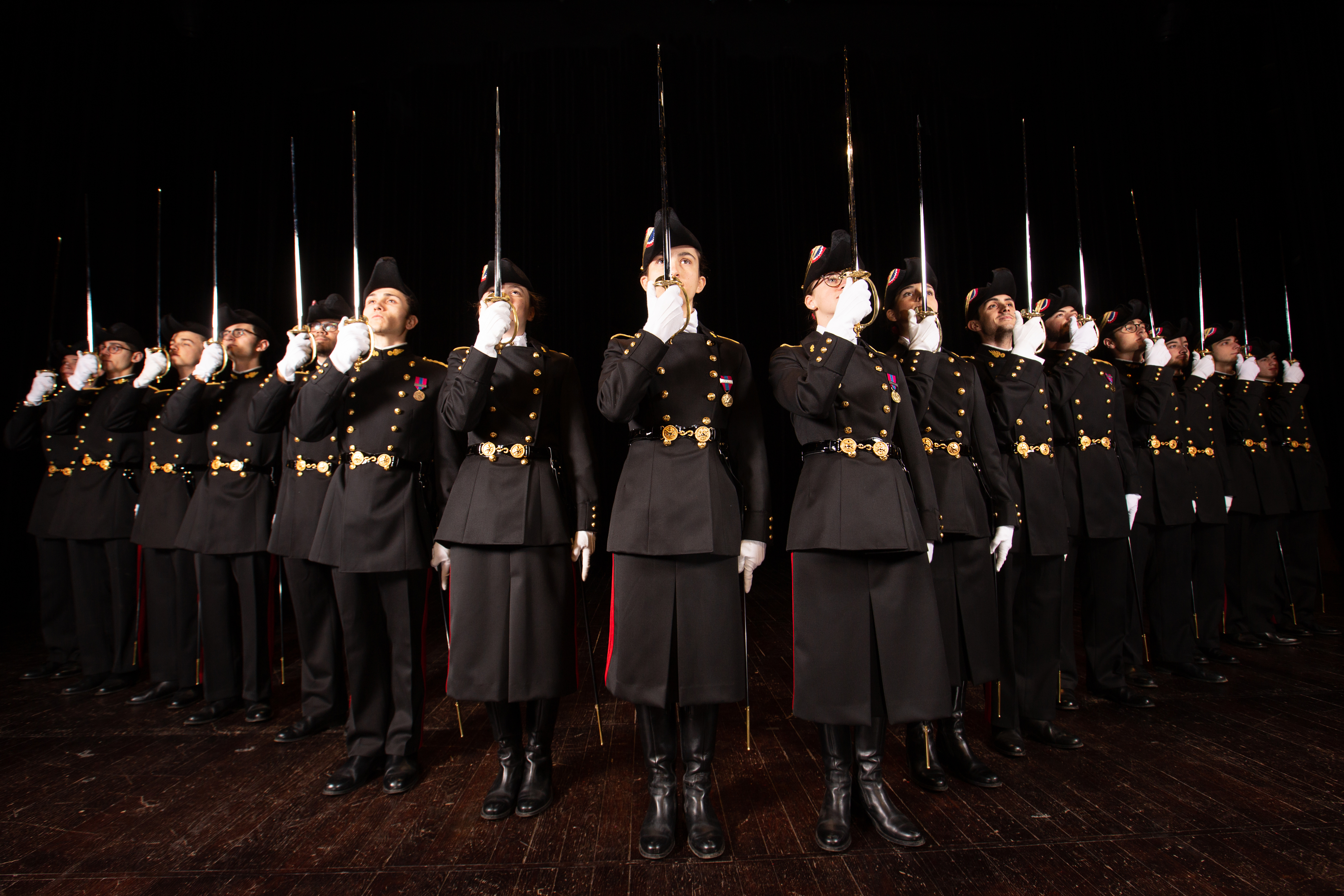
Grand Uniforme féminin et masculin (X2018).

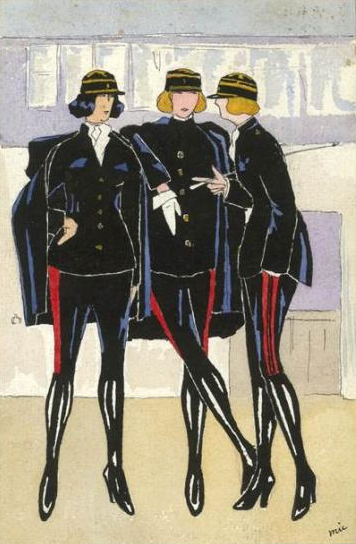
Le Grand Uniforme féminin imaginé par un X1921 : le pantalon n'est pas une idée nouvelle.

En 1972, le concours de l’École polytechnique s’ouvre aux femmes. Par conséquent, ces dernières doivent être dotées d’un Grand Uniforme. L’uniforme est alors sélectionné parmi plusieurs propositions. Dans les mémoires de Michel Debré, ce dernier affirme que le modèle a été sélectionné par son épouse. C’est la proposition du couturier Paul Vauclair, connu pour avoir habillé le général de Gaulle, qui est retenue. Le premier Grand Uniforme féminin comporte notamment une jupe, des escarpins et un tricorne. Le tricorne initial est confectionné sur un modèle provenant de la Royal Navy. Dès la promotion 1973, les polytechniciennes perçoivent un tricorne moins haut, orné d'une cocarde et d'un cul-de-dé (galon doré),,.
La jupe d’origine est taillée légèrement au-dessus du genou. Anne Duthilleul (X1972) raconte : « Notre jupe ne dépassait pas le genou, mais, à l’époque des minijupes, elle nous semblait déjà bien longue ». Elle sera allongée en 1974 pour recouvrir le genou. La légende veut que l’épouse du Général Briquet (X1938), mal à l’aise à la vue des genoux nus des polytechniciennes, ait convaincu son mari. La notice technique de 1974 précise ainsi que « la longueur de la jupe est déterminée de façon à ce que le bas s’arrête au milieu du genou ». La mode aussi avait changé : déjà en 1970, Paris Match titrait en couverture « La minijupe est morte ». Après que les escarpins sont remplacés par les bottes, la jupe est encore allongée afin de couvrir la partie nue de la jambe, et sera élargie en conséquence afin de permettre la marche au pas cadencé, avec un résultat esthétique qui n’a pas fait l’unanimité,.
Les premières polytechniciennes se voient refuser le port de la tangente, nom issu de l'argot polytechnicien qualifiant l’épée devenue un symbole de l'École depuis 1830. Elles sont dotées d’un sac à main noir, qui n’est pas utilisé lors des cérémonies. À partir de 1977, les polytechniciennes obtiennent de porter la tangente, et, de ce fait, ceignent le ceinturon porte-épée.
Le premier Grand Uniforme féminin comporte des escarpins. La première cérémonie, celle du 11 novembre 1972, se fait par une température peu clémente. Les polytechniciennes auraient alors fait la demande d’être chaussées plus chaudement : les escarpins sont remplacés par des bottes à partir de la promotion X1976. Une autre explication, étayée par la cohérence uniformologique ainsi que la simultanéité des faits, avance que dès lors que le port de l'épée est accordé aux polytechniciennes, les escarpins doivent nécessairement être remplacés par des bottes. Les premières bottes sont moulantes et sont supportées d’un talon de 4 cm, plat et large. Quelques années plus tard, vers 1986, des bottes plus larges avec un talon bottier moins haut sont adoptées. Vers 2000, les bottes Paraboot moulantes à grosses semelles avec fermeture éclair font leur arrivée, sans faire l’unanimité,.
Le chouchou rouge apparaît rapidement afin d'harmoniser les coiffures des jeunes filles.
En 1996, les polytechniciennes obtiennent de porter le bicorne, symbole majeur de l'École, à la place du tricorne. En particulier, représentant la promotion X1994, Caroline Aigle et Marie Bayrou — fille de François Bayrou alors ministre de l'Éducation nationale — ont plaidé pour ce changement dans le bureau du directeur général.
Par souci d’esthétique et d’uniformité, la jupe est remplacée par le pantalon pour les polytechniciennes de la promotion 2020. Ce choix n’est pas non plus sans lien avec la mode : en 2017, une collection Printemps-Été de Dior réinterprétait le Grand Uniforme féminin avec notamment col officier et pantalon,.

## Argot polytechnicien et Grand Uniforme

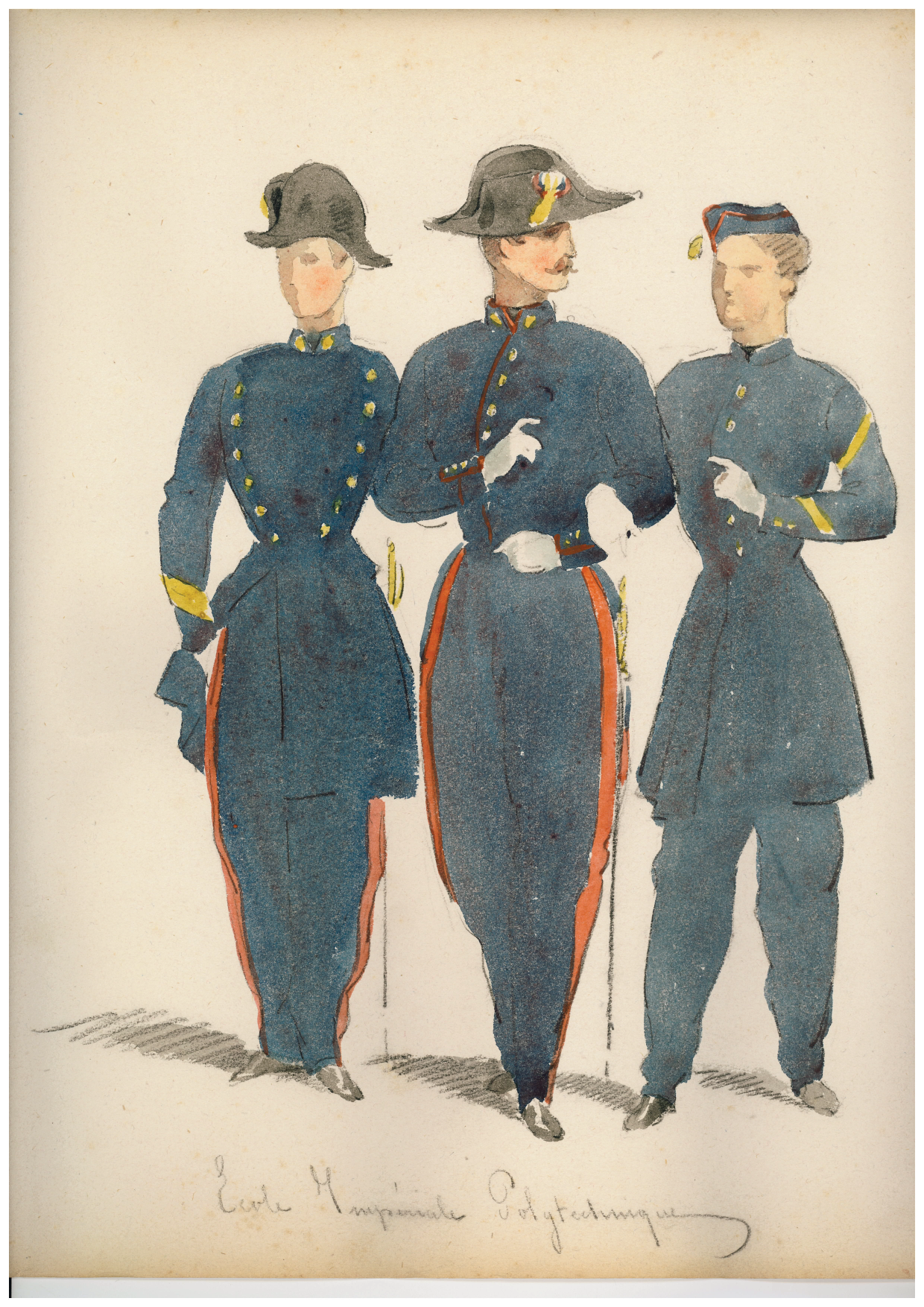
Polytechniciens en uniforme, Second Empire. À gauche, galons de sergent-major ; à droite galons de fourrier.

Comme le montre le terme « tangente », l’argot polytechnicien s’est approprié le Grand Uniforme. Les exemples qui suivent, dont certains sont tombés en désuétude au XXe siècle, témoignent que la réciproque est également vraie : le Grand Uniforme a eu une grande influence sur l’argot des X.

### Premier du classement: major de promotion
Les cinquante premiers du concours, chefs de casernements, étaient nommés sergents. Le premier du concours était nommé sergent-major : c’est là l’origine de l'expression « major de promotion ». Ils portaient donc sur leur uniforme l’insigne de leur grade, deux galons en diagonale pour les sergents-majors, un pour les sergents.

### Élèves étrangers, des constantes
De 1794 jusqu’au début du XXe siècle, les quelques étrangers présents à l'X étaient des auditeurs libres, non polytechniciens. En conséquence, ils ne recevaient pas l’uniforme de l’École, et en particulier ne percevaient pas la tangente. Ainsi naquit un jeu de mots mathématique rappelant l'appartenance du terme tangente au vocabulaire de la géométrie.

« Ayant une tangente nulle, ce sont des constantes. »

— Argot de l’X, Albert-Lévy et G. Pinet (1894)
Le terme « constante » tombe en désuétude après 1921, quand les étrangers furent admis au concours et reçurent l’uniforme complet.

### Cour d’entrée, une boîte à claque
Le bicorne est peu aisé à transporter. Pendant un temps, il exista un modèle pliable qui pouvait s’aplatir. Ainsi, l’onomatopée « clac », associée au bruit que faisait le chapeau en se repliant, lui donna son surnom. Le bicorne était ainsi appelé claque, et l’appellation fut conservée même lorsque le modèle pliable disparut,,.

Le bicorne était rangé dans une boîte de forme trapèzoïdale qui rappelait celle de la cour d’entrée de l’École, au 5 rue Descartes à Paris. Le nom de cette petite cour devint ainsi « boîte à claque ».

### Service militaire: cuirs et zincs
Au début du XXe siècle, certains élèves faisaient leur service militaire en 1re année, d’autres en 2e année. Or, en 1903, un fourreau en acier bronzé fut envisagé par l’École pour les élèves ; il était auparavant en cuir noirci. Par conséquent, les élèves de 1re année eurent un fourreau en cuir tandis que ceux arrivés dans les bâtiments de l’École un an plus tard perçurent un fourreau métallique, dit « zinc ». Par métonymie, on distingua donc les « cuirs », élèves entrés directement à l’École, des « zincs », élèves arrivés un an plus tard après avoir servi en corps de troupe. Pour les promotions de 1906 à 1912, les « cuirs » étaient distingués dans l’annuaire de l’École par la mention « c ». L’appellation disparaît peu à peu alors que le fourreau métallique est distribué à tous les élèves.

### Rouge et jaune: origine des couleurs de promotion

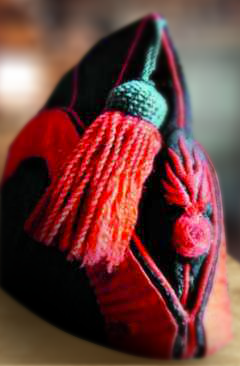
Bonnet de police à gland rouge, début XIXe siècle (Sapeur).

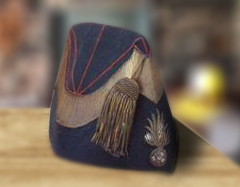
Bonnet de police de sous-officier à gland d'or, XIXe siècle.

À l’École polytechnique, les promotions des années paires sont dites « rôujes », les années impaires, « jônes ». Cette tradition trouve son origine dans l’histoire de l’uniforme de l’École.
Il faut remonter en 1823, sous la Restauration, lorsque l’École retrouve son statut militaire. Les élèves reçoivent alors dans leur dotation deux chapeaux : le bicorne et le bonnet de police : l'un est la coiffe du Grand Uniforme, l'autre du Petit Uniforme,,,.
Le bonnet est orné d’une touffe de fils. Cette dernière a évolué dans la Marine nationale pour devenir le pompon du bachi, tandis qu’elle devient un gland de décoration sur le bonnet de police.
En seconde année,, les élèves passaient du bonnet de police à gland rouge à la coiffe de sous-officiers, « élégant bonnet de police à gland d’or » : ils étaient promus sergents.
En 1843, les polytechniciens sont dotés d’un képi. Ils perçoivent toujours un bonnet, mais n’ont plus l’autorisation de sortir de l’École avec. Cela a deux conséquences pour les élèves qui payaient alors leur dotation :
- Le gland « or » est remplacé par un gland jaune[y] moins coûteux.
- Il devient inutile de changer de bonnet de police après la première année[87].

Ainsi la rôuje et la jône, à l’origine la première et la deuxième année, ont commencé à alterner entre années paires et impaires, à une date difficile à déterminer entre 1843 et 1858 :

« Je reçus un chapeau à claque et un bonnet de police à gland rouge. Le gland rouge était la caractéristique de ma promotion, celle des anciens ayant le gland jaune. »

— Mémoires de Joseph Barba (X1858).
En 1874, le bonnet de police est définitivement remplacé par un képi dit « de petite tenue » : il est décidé que la grenade serait alternativement rouge ou jaune selon la parité de la promotion. Le règlement de 1887 établit finalement « sur le devant du bandeau est placée une grenade (hauteur 25 mm), brodée en laine jonquille pour les élèves d’une division ; en laine écarlate pour les élèves de l’autre division, et ainsi de suite en alternant. ».
Ainsi, le liseré du képi d’intérieur prend également la couleur associée au millésime de la promotion.